# کلیولند (یوتا)
کلیولند (به انگلیسی: Cleveland) شهری در ایالت یوتا کشور ایالات متحده آمریکا است که جمعیت آن در سرشماری سال ۲۰۱۰ میلادی، ۴۶۴ نفر بوده‌است.